# Embassament de Lo Grau
L'embassament de Lo Grau és un pantà que es troba als voltants del municipi aragonès de Lo Grau, aigües avall de l'embassament de Mediano a La Fova. La construcció de la presa es va finalitzar el 1969, després d'onze anys de construcció, emmagatzemant les aigües del riu Cinca i negant els nuclis de població de Mipanas i Pui de Cinca. La superfície de l'embassament s'estén també pels municipis de Naval, Secastella i Abizanda.

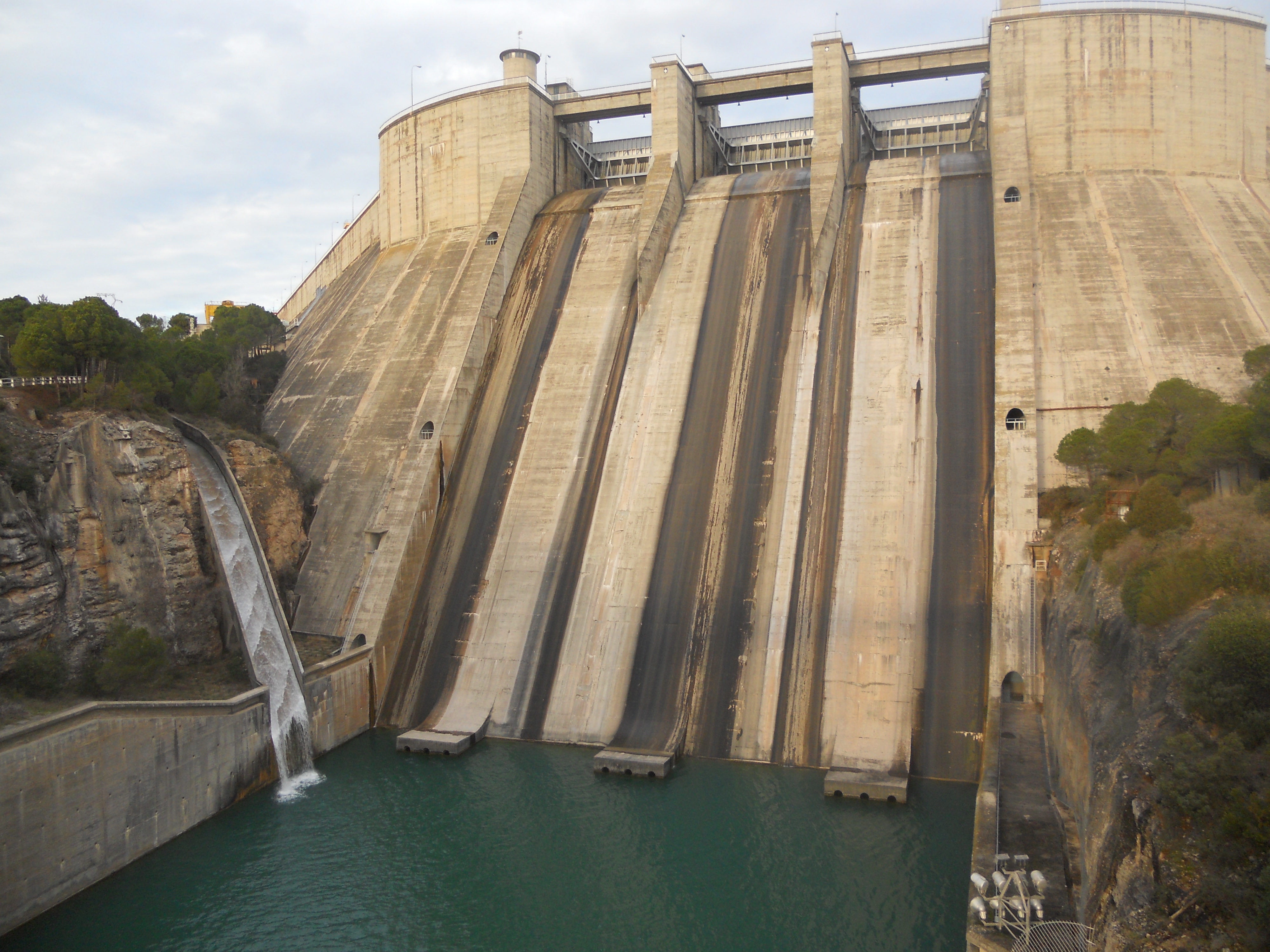
Presa de Lo Grau

Amb una presa de gravetat de 130 m, el pantà ocupa una superfície de 1.273 hectàrees embassant una capacitat màxima de 400 Hm³ d'aigua. S'hi origina el Canal del Cinca, que forma part del sistema de regs de l'Alt Aragó, i les seves aigües s'aprofiten també per a la producció d'energia hidroelèctrica. Està gestionat per la Confederació Hidrogràfica de l'Ebre.
En aquest enclavament se celebren tradicionalment diverses proves de la modalitat d'orientació subaquàtica organitzades per la Federació Aragonesa d'Activitats Subaquàtiques (FARAS).